# Антиревізіонізм

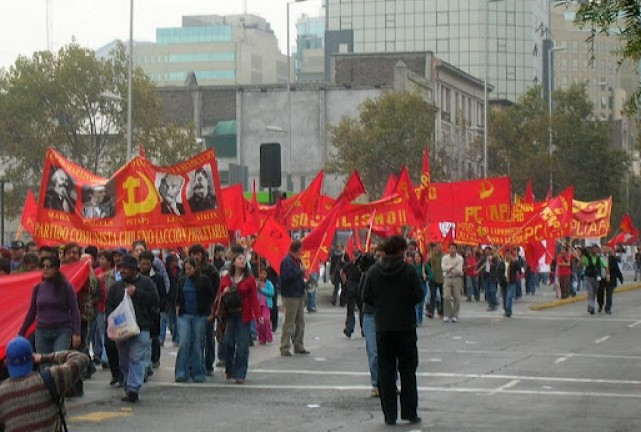
Прихильники антиревізіоністської Комуністична партія Чилі (Пролетарська дія) марширують під час першотравневих маніфестацій 2007 року в Сантьяго, Чилі, несучи прапор із портретами теоретиків марксизму Карла Маркса і Фрідріха Енгельса та жорстоких радянських диктаторів Володимира Леніна і Йосипа Сталіна

Антиревізіонізм — течія в марксизмі-ленінізмі, яка виникла в 1950-х роках на противагу реформам радянського диктатора Микити Хрущова. Коли Хрущов дотримувався тлумачення, яке відрізнялося від його попередника, Йосипа Сталіна, антиревізіоністи в міжнародному комуністичному русі залишалися відданими ідеологічній спадщині Сталіна та критикували Радянський Союз за часів Хрущова та його наступників Хрущова як державного капіталіста та соціал-імперіаліста. Під час радянсько-китайського розколу Комуністична партія Китаю на чолі з Мао Цзедуном, Албанська партія праці на чолі з Енвером Ходжою, та деякі інші комуністичні партії та організації по всьому світу засудили лінію Хрущова як ревізіоністську.
Мао Цзедун вперше засудив Радянський Союз як «ревізіоністський» на зустрічі у січні 1962 року, На початку 1963 року Мао повернувся до Пекіну після тривалого візиту до Уханя та Ханчжоу та закликав до боротьби з «внутрішнім ревізіонізмом» у Китаї. Офіційно створили «центральну антиревізіоністську редакційну групу» на чолі з Кан Шеном, яка готувала проєкти антиревізіоністських статей, які згодом були особисто переглянуті Мао перед публікацією. «Дев'ять статей» стали центральним елементом антирадянської публіцистики. Антиревізіонізм стане ключовою темою зовнішньої та внутрішньої політики КНР, досягнувши піку під час Культурної революції 1966 року. Товариства дружби з Китаєм перетворилися на антиревізіоністські організації, а в Західній Європі почали виникати антиревізіоністські відколоті групи (такі як Марксистсько-ленінська комуністична партія Франції, група Гріппа в Бельгії та Ленінський центр у Швейцарії). У Пекіні вулицю, на якій знаходилося радянське посольство, символічно перейменували на «вулицю Антиревізіонізму». Після розколу Комуністичної партії Індії в 1964 році Комуністична партія Індії (марксистська) відкинула радянські позиції як ревізіоністські, але партія не повністю прийняла пропекінську лінію.
Під час правління Ден Сяопіна наприкінці 1970-х років антиревізіоністські теми почали применшуватися в офіційному дискурсі КНР. Академія наук КНР заявила, що «Дев'ять статей» були неправильними, зосереджуючись на ревізіонізмі Радянського Союзу, а не на загрозах радянського гегемонізму та експансіонізму.